# Bill Morrison (auteur)
Pour les articles homonymes, voir Morrison et Bill Morrison.
Bill Morrison (né le 1959 à Lincoln Park) est un auteur de bande dessinée américain, connu pour ses adaptations en bande dessinée des Simpson, réalisées à partir de 1991.

## Biographie
En 1993, avec Matt Groening et Steve et Cindy Vance, il cofonde Bongo Comics, dont il est directeur artistique jusqu'en 2012. Il est le rédacteur en chef du magazine Mad depuis 2018. Le 28 août de la même année, Titan Comics publie son adaptation en bande dessinée du film Yellow Submarine des Beatles.

## Récompenses
- 1994 : Prix Eisner de la meilleure histoire courte pour « The Amazing Colossal Homer », dans Simpsons Comics n°1 (avec Steve et Cindy Vance)
- 2015 : Prix humanitaire Bob Clampett
- 2022 : prix Inkpot, pour l'ensemble de son œuvre[2].